# Терминатор-2 (БМПТ)
«Терминатор-2» (БМПТ-72) — боевая машина поддержки танков (БМПТ), выполненная на базе шасси танка Т-72; является параллельным развитием БМПТ «Терминатор» первой модели. Новая боевая машина обладает высоким уровнем защищённости, огневой мощи и управляемости, а также отличается от своего предшественника тем, что у неё в составе вооружения отсутствуют автоматические гранатомёты,что позволило сократить экипаж машины до трёх человек (вместо пяти). Благодаря мощному и универсальному вооружению способна эффективно уничтожать огневые точки и фортификационные сооружения противника, уничтожать пехоту, применяющую гранатомёты и противотанковые комплексы, а также бороться с танками, БМП и другими бронированными целями противника..

## Появление
Прототип был впервые представлен на выставке «Russian Arms Expo-2013». Повторная презентация машины состоялась на международном военно-техническом форуме «Армия-2015» 16—19 июня 2015 г., на экспозиции в парке «Патриот», в Кубинке.

## Конструкция
Новый вариант боевой машины поддержки танков выполнен на базе шасси танка Т-72 с аналогичным расположением членов экипажа.
Вооружение представлено спаренными 30-мм автоматическими пушками, комплексом управляемого вооружения и одним танковым пулемётом калибра 7,62 мм. На боковых сторонах башни «Терминатора-2» установлены два бронированных кожуха, внутри которых монтируются транспортно-пусковые контейнеры с управляемыми ракетами 9М120-1 или 9М120-1Ф/4; ракеты способны поражать бронированные цели на дальности до 6 километров. Для управления ракетами используется комплекс средств Б07С1.
Система управления огнём машины БМПТ-72 состоит из прицелов наводчика и командира, лазерных дальномеров, баллистических вычислителей и стабилизатора вооружения. Командир машины располагает комбинированным панорамным прицелом с телевизионным и тепловизионным каналами. Поле зрение прицела стабилизировано в двух плоскостях. Прицел командира также оснащён лазерным дальномером. Наводчик машины использует прицел с оптическим и тепловизионным каналами. Это прицельное устройство имеет стабилизированное в двух плоскостях поле зрения, а также оснащается лазерным дальномером и лазерной системой управления для противотанковых ракет.
Используемое прицельное оборудование при использовании телевизионного канала позволяет командиру боевой машины распознавать танки противника на дальности около 5 километров. Ночью, при использовании тепловизионной системы, дальность распознавания сокращается до 3,5 км. Визирный и тепловизионный каналы прицела наводчика обеспечивают обнаружение и распознавание цели на примерно таких же дистанциях — 5 и 3,5 км соответственно.

### Основное вооружение
Комплекс управляемого вооружения
- Полуавтоматический с лазерным каналом управления
- Количество управляемых ракет на пусковых установках, шт. 4
- Применяемые типы управляемых ракет:

- 9М120-1 ракета управляемая противотанковая
- 9М120-1Ф ракета управляемая

- Пушка, тип, калибр

- 2А42, автоматическая спаренная, 30-мм

### Вспомогательное вооружение

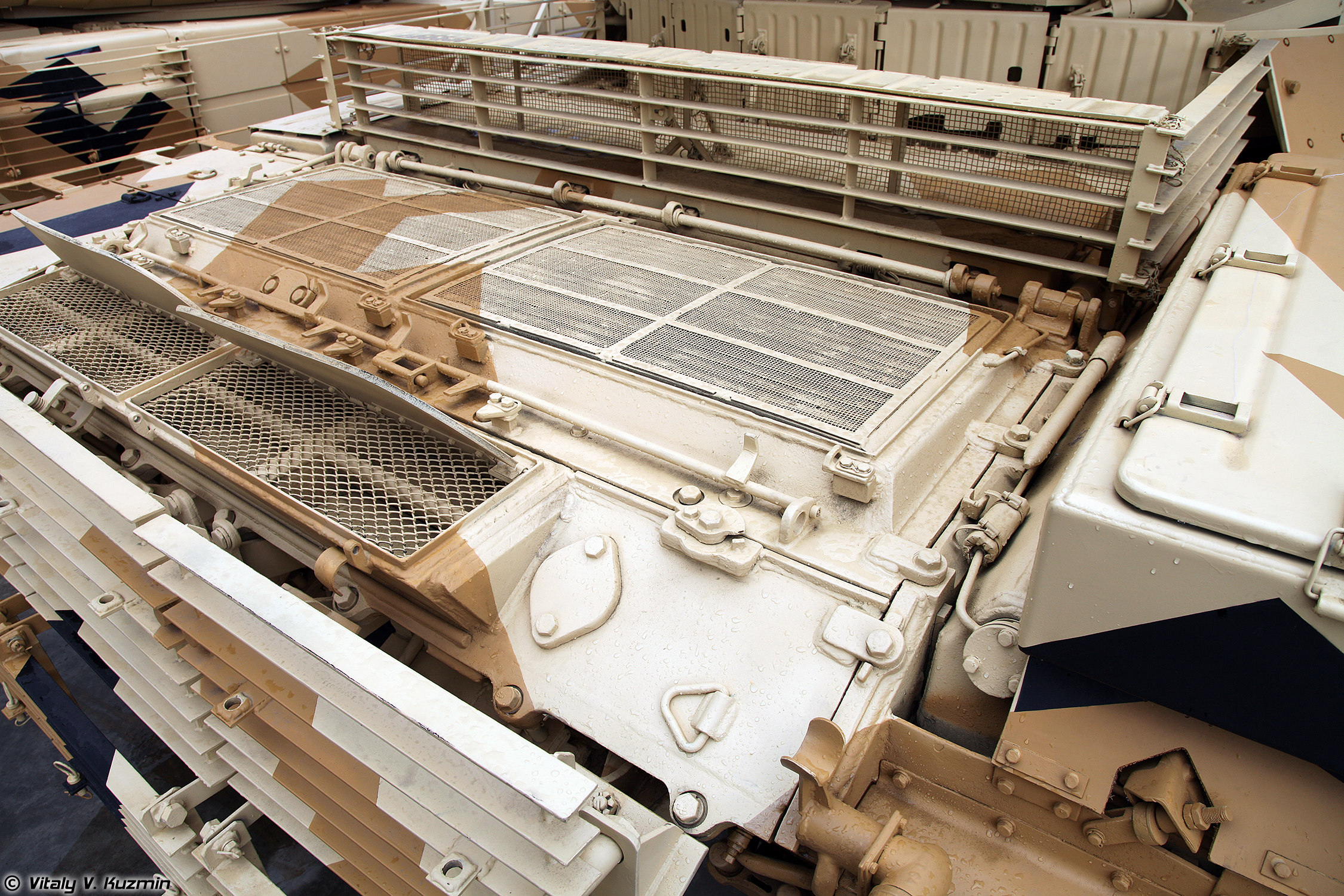
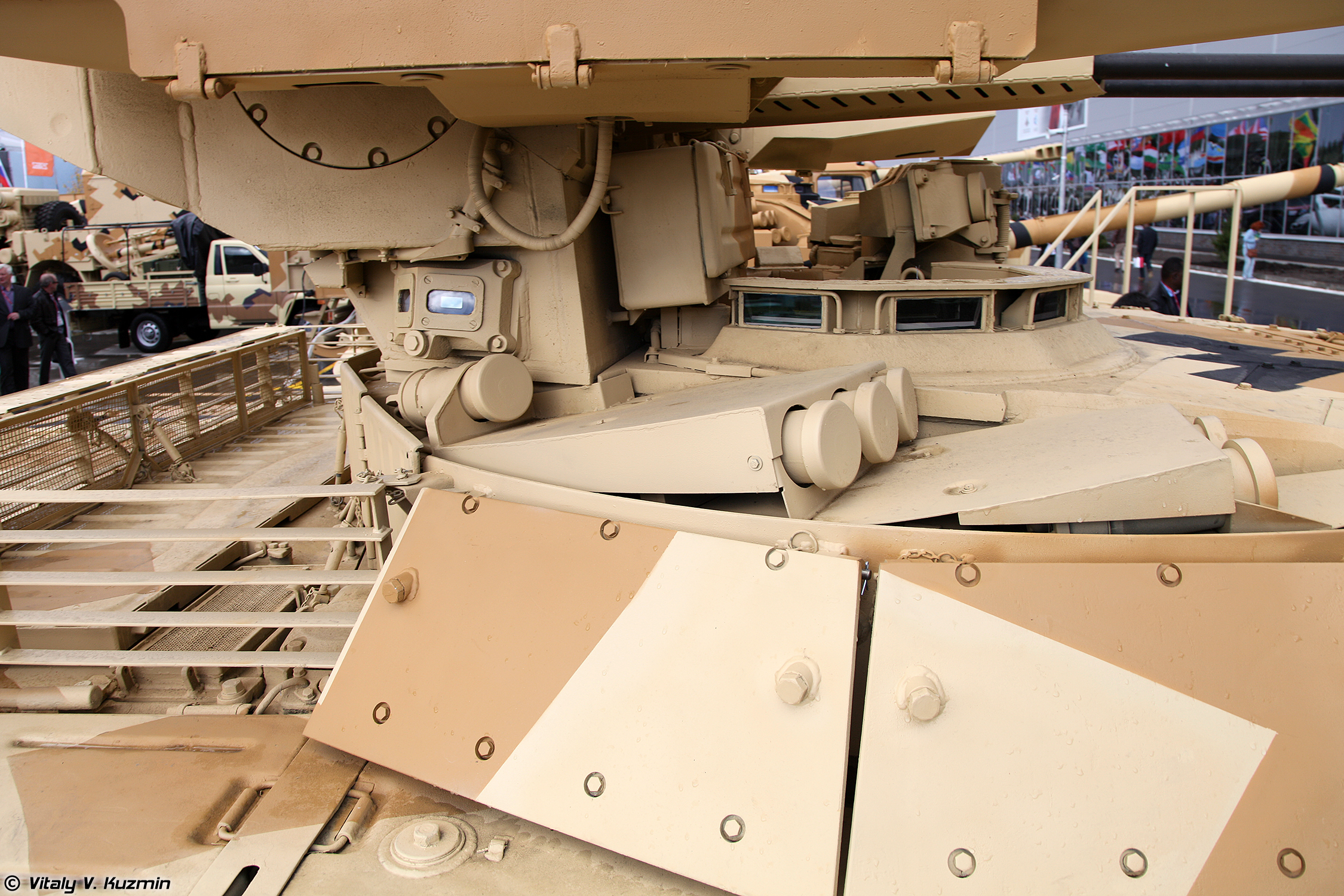
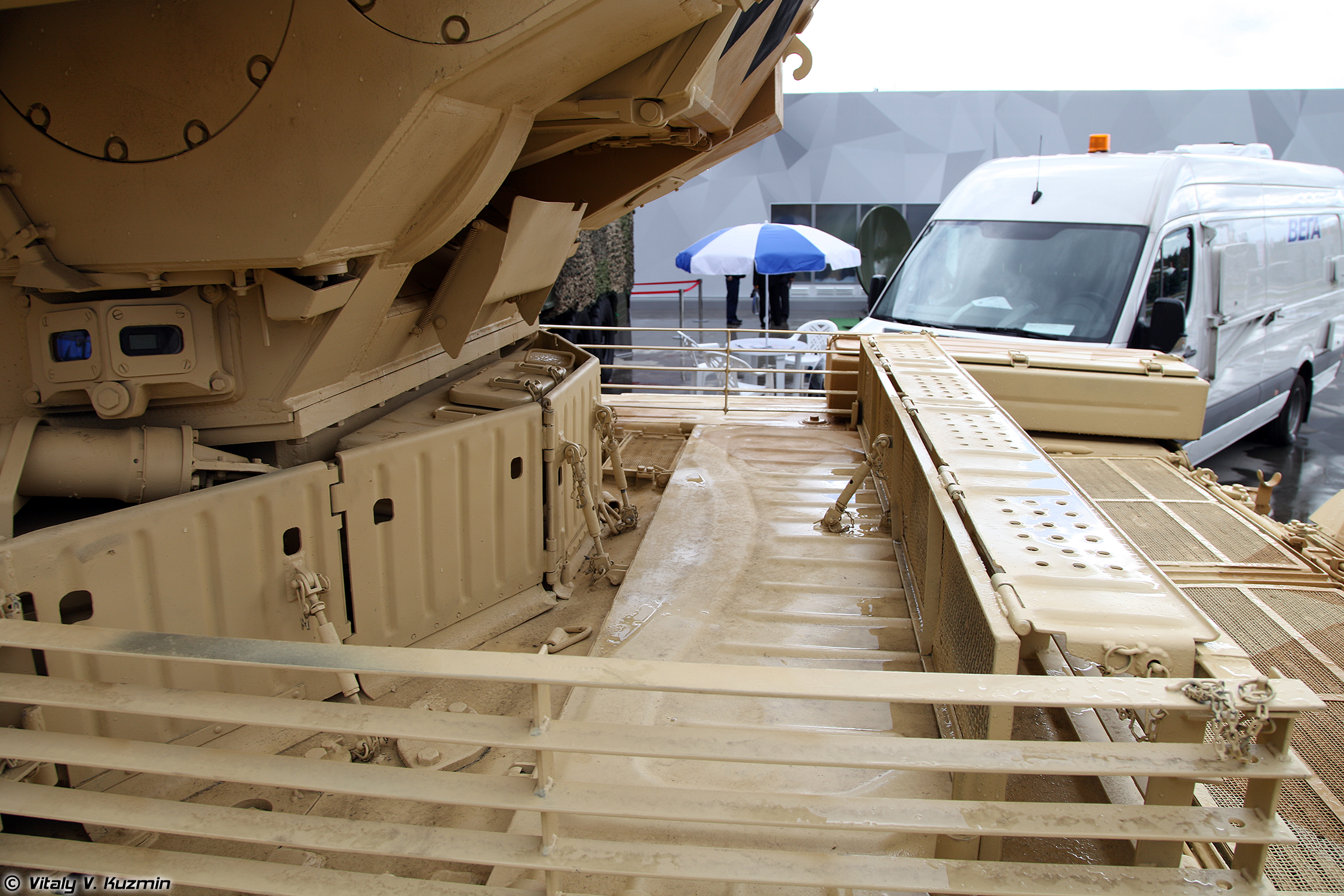
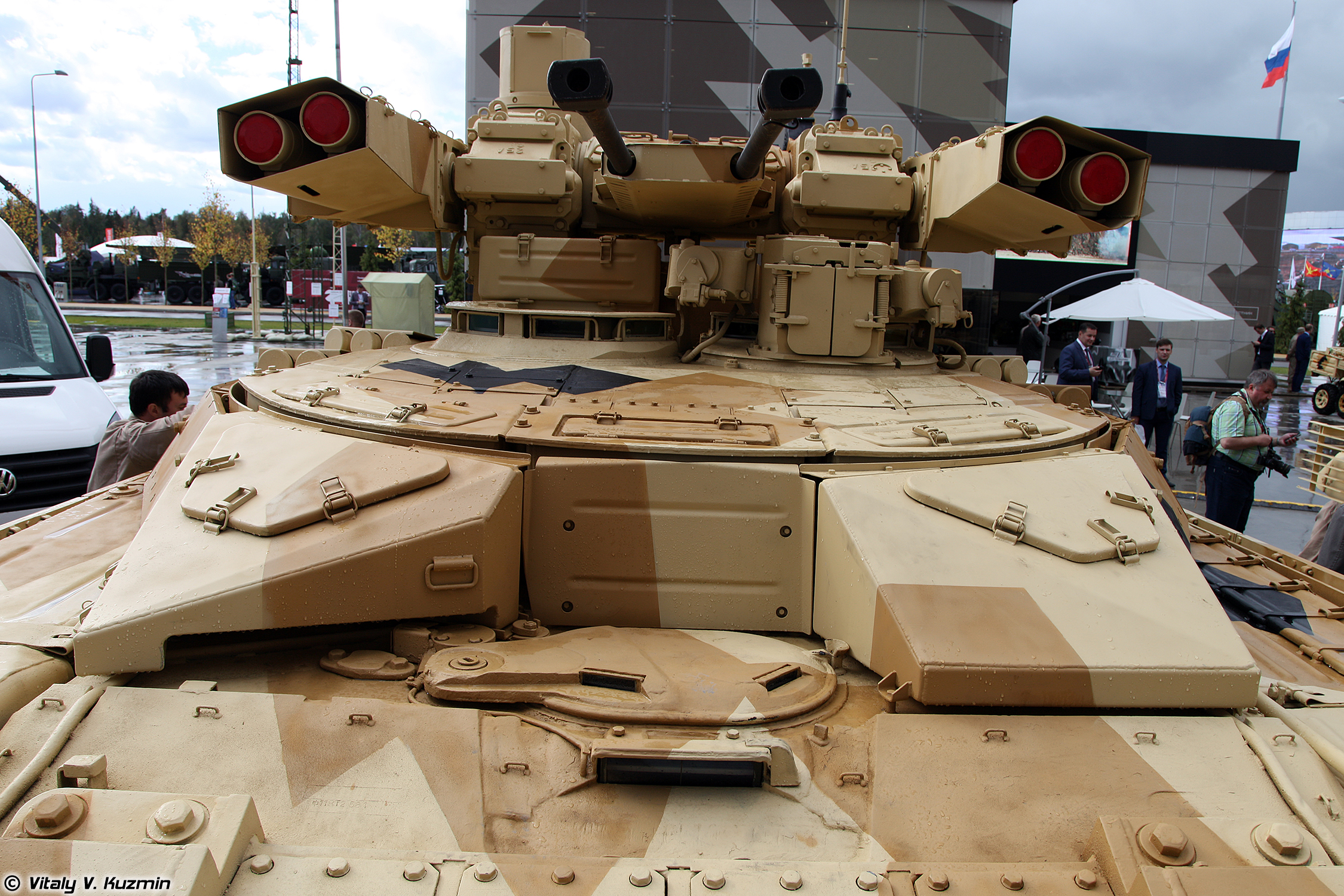

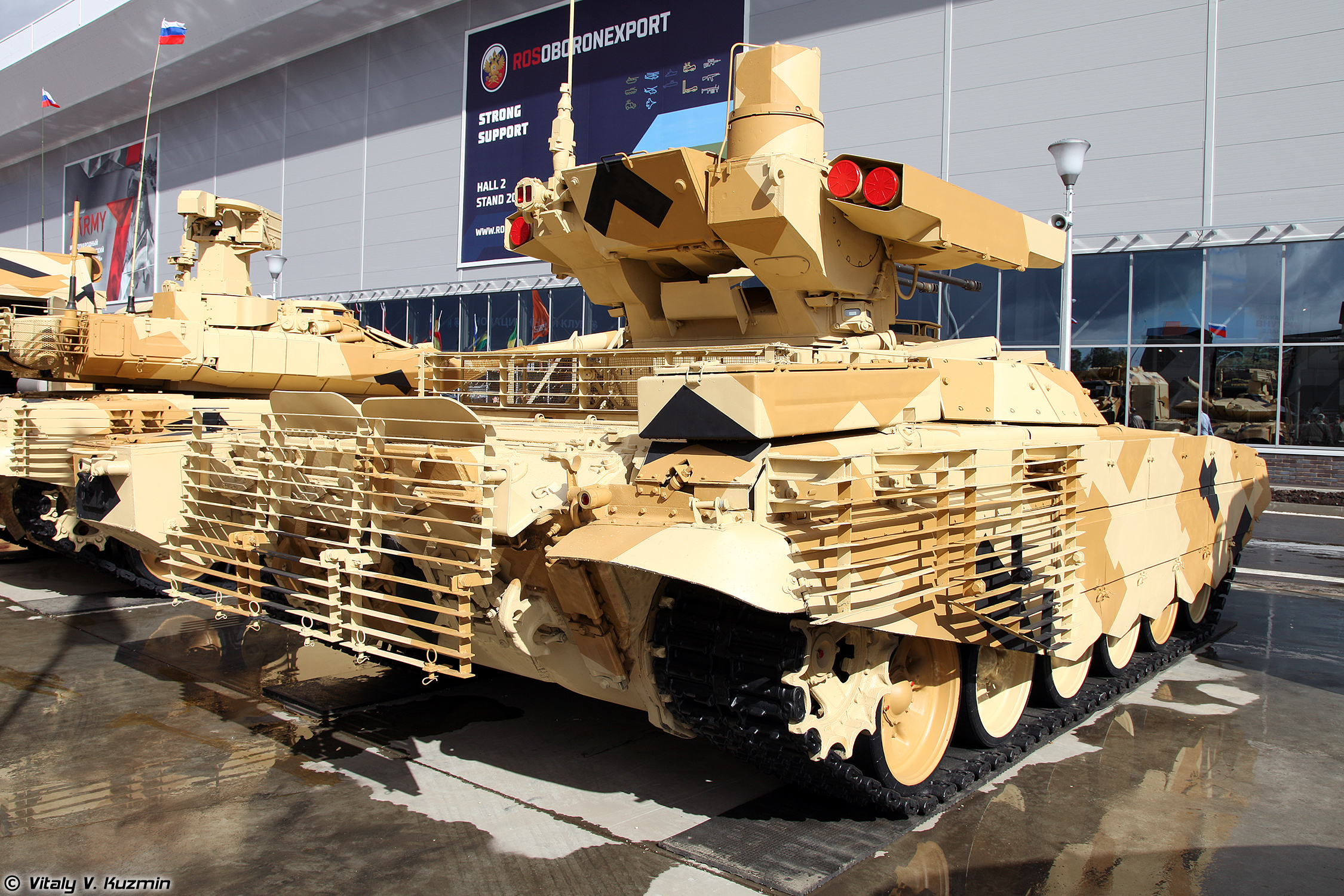
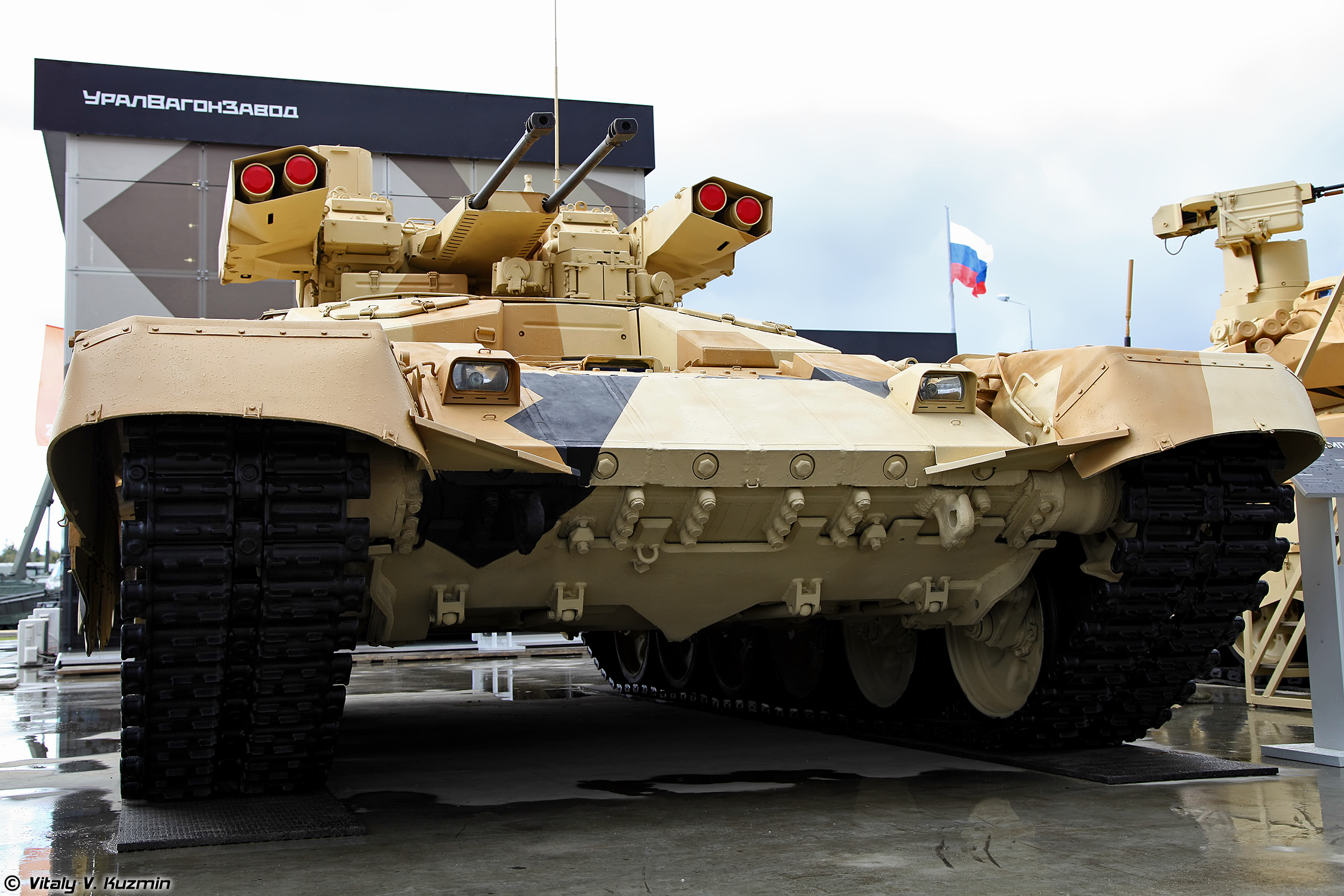
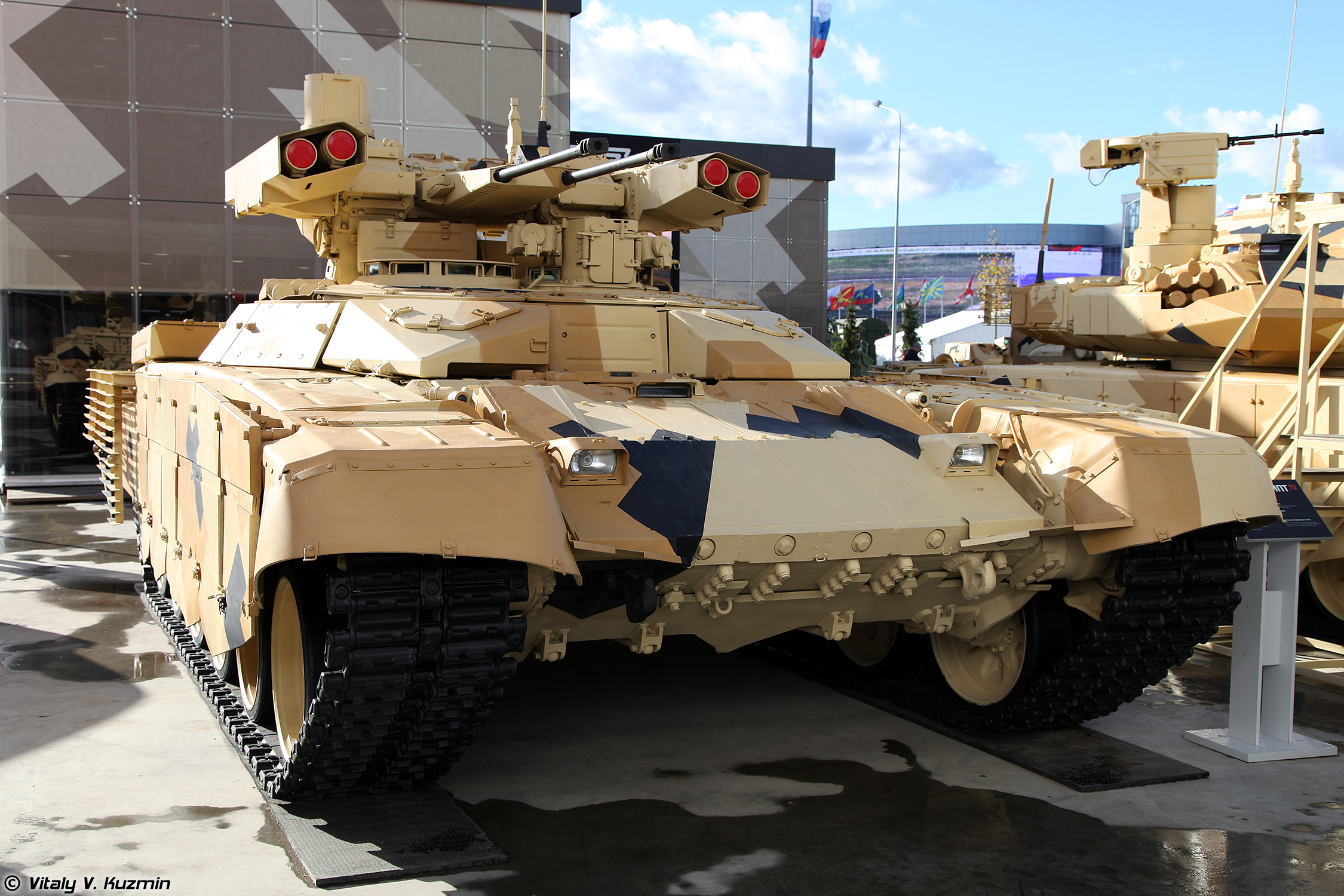
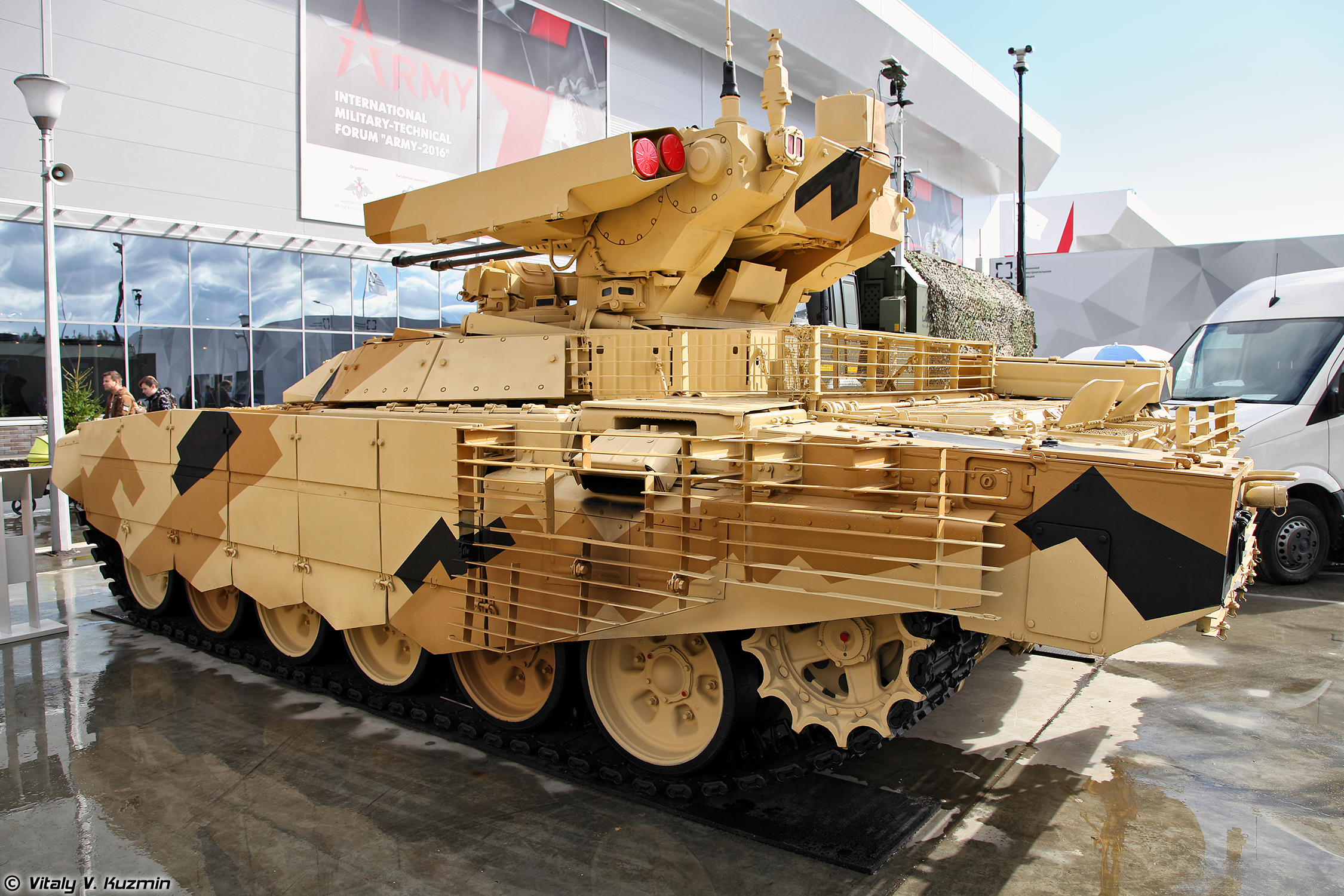

- Пулемёт, тип, калибр

- ПКТМ, танковый, 7,62-мм

## Операторы
- Алжир: более 3 единиц, по состоянию на 2022 год. [5]

## Оценки
Газетой «Аргументы и факты» машина отнесена к «прорывным разработкам российского оборонно-промышленного комплекса».

### Перспективы дальнейшего развития
«Уралвагонзавод», учитывая большое количество наработок и исследований, проводившихся по данной теме в СССР и России, продолжает развитие проекта, но уже на базе платформы «Армата» и необитаемым боевым модулем с 57-мм пушкой (АУ220М «Байкал»).

По словам начальника главного автобронетанкового управления МО России Александра Шевченко интерес к ней проявили несколько стран, в частности Израиль и Сирия..

## В видеоиграх
- БМПТ-72 представлена в компьютерной игре Armored Warfare: Проект Армата[9].
- Модификация на БМПТ Терминатор-2 представлена в Arma 3
- БМПТ Терминатор представлена в игре Mwt tank battles
- БМПТ Терминатор 2 есть в видеоигре Broken arrow